# سد علال الفاسي
سد علال الفاسي هو أحد السدود المائية على نهر سبو شمال المملكة المغربية. يوجد سد علال الفاسي غربي عمالة فاس و يضم حقينة مائية ب 1.300.000 متر مكعب. تم تشييده سنة 1990.